# شرکت کاغذ ژاپن
شرکت کاغذ ژاپن (انگلیسی: Japan Pulp and Paper Company) شرکت کاغذسازی ژاپنی است، که در سال ۱۹۱۶ توسط سابوروبی ناکایی تأسیس شد.